# Eduardo Gómez Manzano
Eduardo Gómez Manzano (Madrid, 27 de juliol de 1951 - Madrid, 28 de juliol de 2019) fou un actor i humorista espanyol, conegut principalment pel seu paper a Torrente 3 en la pantalla gran i pels seus personatges Mariano Delgado a la sèrie de televisió Aquí no hay quien viva i Máximo Angulo a La que se avecina.

## Filmografia

### Cinema
Llargmetratges
| - Belmonte (1995) - La sal de la vida (1996) - Los porretas (1996) - Dame algo (1997) - El milagro de P. Tinto (1998) - Muertos de risa (1999) - La lengua de las mariposas (1999) - Raluy, una noche en el circo (2000) - Maestros (2000) - La comunidad (2000) - Die Grüne Dattel (o cómo un dátil acabó con 25 años de feliz matrimonio) (2001) - 800 balas (2002) - La gran aventura de Mortadel·lo i Filemó (2003) - El oro de Moscú (2003) | - ¡Buen viaje, excelencia! (2003) - El chocolate del loro (2004) - Isi/Disi - Amor a lo bestia (2004) - Tiovivo c. 1950 (2004) - Crimen ferpecto (2004) - R2 y el caso del cádaver sin cabeza (2005) - Kibris: La ley del equilibrio (2005) - Ninette (2005) - Torrente 3: El protector (2005) - Shevernatze (2007) - Spanish Movie (2009) - Entrelobos (2010) - No lo llames amor... llámalo X (2011) - Anacleto: Agent secret (2015) |

Curtmetratges
| - Náufragos (1997) - Hechizo lunar (1997) - El origen del problema (1997) - La isla de la tortuga (1998) - Water Close (1999) - Potaje de pasiones (1999) - Abéñula (2000) - Sólo por un tango (2000) - Pasaporte (2000) | - ¿Qué hay de postre? (2000) - Desaliñada (2001) - Parigi (2001) - Expediente WC(2002) - Cuento de navidad (para indigentes) (2002) - Casa Fouce (2002) - Nunca es tarde (2003) - El elefante del rey (2003) - Despedida mágica (2003) |

### Televisió
- ¡Ay, Señor, Señor! (1994)
- Médico de familia (1996)
- Ellas son así (1999)
- Periodistas (1999)
- ¡Ala... Dina! (2000)
- Los Serrano (2003)
- Aquí no hay quien viva (2003-2006)
- La que se avecina (2007-2013)
- Gym Tony (2015)

### Teatre
- Maravilla, diez y pico

## Premis i nominacions
| Any  | Premi                        | Categoria                             | Títol                  | Resultat  |
| ---- | ---------------------------- | ------------------------------------- | ---------------------- | --------- |
| 2003 | Premis de la Unió de Actors  | Millor actor de repartiment de cinema | 800 balas              | Nominat   |
| 2005 | Premis de la Unió de Actors  | Millor actor secundari de televisió   | Aquí no hay quien viva | Guanyador |
| 2010 | Festival de Cinema d'Alacant | Premi "Ciutat d'Alacant"              |                        | Guanyador |